# Kreta-Stachelmaus
Die Kreta-Stachelmaus (Acomys minous) ist ein Säugetier aus der Familie der Langschwanzmäuse. Die Art ist ein Endemit Kretas, der Artstatus ist jedoch umstritten. 

## Kennzeichen
Die Kreta-Stachelmaus ist wie alle Arten der Gattung Acomys deutlich größer und schwerer als die Hausmaus. Sie hat wie alle Stachelmäuse auffallend große Ohren und Augen, eine spitz zulaufende Schnauze, einen körperlangen, geschuppten Schwanz und ein aus steifen, stachelartigen Haaren bestehendes Rückenfell. Die Kopf-Rumpf-Länge beträgt 90–128 mm, die Schwanzlänge 89–120 mm, die Länge des Hinterfußes 18–20 mm und die Ohrlänge 16–20 mm. Die Tiere wiegen 30–86 g. Das Fell ist auf der Oberseite fast einfarbig grau, an den Flanken mehr graurot. Die Unterseite ist scharf abgesetzt weiß. 

## Verbreitung und Lebensraum
Die Art ist ein Endemit Kretas. Die Tiere bewohnen dort trockene, felsige Hänge mit Steppenvegetation und Macchie von Meereshöhe bis etwa 1000 m. Vor allem im Winter kommt die Art auch in Häusern vor.

## Systematik
Die Kreta-Stachelmaus wird derzeit noch als eigene Art anerkannt, dieser Artstatus ist jedoch umstritten. Abstammungslinien führen sowohl zur Ägyptischen Stachelmaus (Acomys cahirinus) als auch zur Türkischen Stachelmaus (Acomys cilicicus). Die morphologischen Unterschiede zu den beiden anderen Arten und zur Zypern-Stachelmaus (Acomys nesiotes) sind gering. Alle vier Arten könnten daher konspezifisch sein. Es gibt auf Kreta keine fossilen oder subfossilen Funde der Art aus dem frühen Pliozän, als Kreta vom Festland getrennt wurde, was vermuten lässt, dass sie erst im Altertum durch den Seehandel vom Menschen auf Kreta eingeschleppt wurde. Eine ähnliche Verbreitungsgeschichte wird für die Zypern-Stachelmaus angenommen. Es gibt auf Kreta eine Rasse der Stachelmäuse mit 36 und eine zweite mit 38 Chromosomen.

## Lebensweise
Kreta-Stachelmäuse sind dämmerungs- und nachtaktiv. Sie klettern sehr gut, beim schnellen Laufen wird der Schwanz oft über den Rücken gehoben. Die Tiere leben in kleinen Sozialverbänden, in denen ein Weibchen dominant ist. Kreta-Stachelmäuse sind Allesfresser, meist überwiegt jedoch pflanzliche Nahrung in Form von Sämereien.

## Bestand und Gefährdung
Die Kreta-Stachelmaus ist auf Kreta weit verbreitet und lokal vermutlich häufig, Hinweise auf Bestandsrückgänge gibt es nicht. Den Gefährdungsgrad des Bestandes gibt die IUCN aufgrund des nicht gesicherten Artstatus nur  mit „Datenlage nicht ausreichend“ ("data deficient") an.